# Renat Dadashov
Renat Dadashov (aserbaidschanisch Renat Oleq oğlu Dadaşov, auch Renat Dadaschow; * 17. Mai 1999 in Rüdesheim am Rhein) ist ein aserbaidschanisch-deutscher Fußballspieler. Der Stürmer steht seit Juli 2022 als Leihspieler der Wolverhampton Wanderers beim Grasshopper Club Zürich unter Vertrag und ist aserbaidschanischer Nationalspieler.

## Familie
Dadashov wurde als Sohn aserbaidschanischer Eltern, beide ehemalige Leistungssportler, im hessischen Rüdesheim am Rhein geboren. Sein älterer Bruder Rufat (* 1991) ist ebenfalls aserbaidschanischer Fußballnationalspieler.

## Karriere

### Im Verein
Dadashov durchlief die Jugendmannschaften des TSV Bleidenstadt und SV Wehen Wiesbaden, bevor er 2013 ins Nachwuchsleistungszentrum von Eintracht Frankfurt wechselte. Anschließend spielte er zweieinhalb Jahre bei RB Leipzig.
Im Januar 2017 kehrte Dadashov zur Eintracht zurück und erhielt dort im Mai 2017 seinen ersten Profivertrag mit einer Laufzeit bis zum 30. Juni 2020. Bis zum Ende der Saison 2016/17 kam er zu zehn Einsätzen in der A-Junioren-Bundesliga, in denen er sieben Treffer erzielte. Zur Saison 2017/18 rückte Dadashov in den Profikader auf und stand parallel weiter im Kader der A-Jugend, für die er in dieser Spielzeit letztmals spielberechtigt war. Im Januar 2018 wurde er aus disziplinarischen Gründen nicht mit in das Wintertrainingslager genommen. Im März 2018 wurde Dadashov aus disziplinarischen Gründen freigestellt. Bis dahin hatte er in zwölf Einsätzen in der A-Junioren-Bundesliga sieben Treffer erzielt.
Zur Saison 2018/19 wechselte Dadashov zum portugiesischen Zweitligisten GD Estoril Praia. Dort erzielte er in 22 Ligaeinsätzen (7-mal von Beginn) 4 Tore.
Anfang August 2019 erwarben die Wolverhampton Wanderers die Transferrechte an Dadashov, der daraufhin für die Saison 2019/20 innerhalb Portugals zum Erstliga-Aufsteiger FC Paços de Ferreira wechselte. Nach 7 Ligaeinsätzen (2-mal in der Startelf) wurde die Leihe Ende Dezember 2019 vorzeitig beendet. Dadashov wurde daraufhin in die U23 der Wolverhampton Wanderers integriert, für die er bis zum Saisonende 4-mal zum Einsatz kam und 2 Tore erzielte.
Zur Saison 2020/21 wechselte der 21-Jährige gemeinsam mit Connor Ronan für ein Jahr auf Leihbasis zum Schweizer Zweitligisten Grasshopper Club Zürich. Im September 2020 zog er sich kurz vor dem Saisonstart im Training einen Kreuzbandriss zu. Die Leihe wurde daraufhin beendet und Dadashov absolvierte nach der Operation seine Reha bei den Wolverhampton Wanderers. Nach rund einem halben Jahr stieg der Stürmer im März 2021 bei der U23 wieder in das Mannschaftstraining ein. Bis zum Saisonende kam er jedoch zu keinem Einsatz mehr.
Die Sommervorbereitung 2021 absolvierte Dadashov unter Bruno Lage mit der Profimannschaft. Nachdem er in Testspielen gegen Crewe Alexandra und die UD Las Palmas zum Einsatz gekommen war, kehrte er noch vor dem Beginn der Saison 2021/22 in die portugiesische Primeira Liga zurück und wechselte für ein Jahr auf Leihbasis zum CD Tondela. Er kam auf 30 Erstligaeinsätze, stand 14-mal in der Startelf und erzielte 2 Tore. Der Verein stieg am Saisonende in die Segunda Liga ab, woraufhin die Leihe endete.
Zur Saison 2022/23 kehrte Dadashov für ein Jahr auf Leihbasis zum Grasshopper Club Zürich zurück, der 2021 wieder in die Super League aufgestiegen war.

### In der Nationalmannschaft
Dadashov spielte 21-mal für Jugendnationalmannschaften des Deutschen Fußball-Bundes und erzielte 17 Tore. Mit der U-17-Nationalmannschaft nahm er im Mai 2016 an der U-17-Europameisterschaft in Aserbaidschan teil und erreichte mit seiner Mannschaft das Halbfinale. Im Turnier kam Dadashov in allen fünf Spielen seines Teams zum Einsatz und belegte mit drei Toren den dritten Platz der Torjägerliste.
Am 4. September 2017 debütierte Dadashov in der aserbaidschanischen Nationalmannschaft, als er beim 5:1-Sieg im WM-Qualifikationsspiel gegen San Marino in der 72. Spielminute für Araz Abdullayev eingewechselt wurde.